# Fred Gallagher (copilota di rally)
Fred Gallagher (Belfast, 16 aprile 1952) è un copilota di rally britannico, vincitore di cinque gare del Campionato del mondo rally.
Vincitore di una Coppa del mondo rally raid con Ari Vatanen su Citroën ZX nel 1997.

## Biografia
Navigatore di esperienza dopo aver ottenuto 14 podi (di cui 5 vittorie) nel mondiale rally, in cui ha gareggiato dal 1976 al 1999, è passato ai rally raid, ottenendo il podio anche al Rally Dakar, nell'edizione 1996 con Philippe Wambergue su Citroën.
Le tre vittorie nei principali rally raid ottenute in carriera, sono state tutte su Citroën, due con Timo Salonen (1993 Rally dei Faraoni e 1994 Baja España-Aragón) ed una con Ari Vatanen (1997 Abu Dhabi Desert Challenge).

## Piloti
Nella sua lunga carriera Gallagher è stato navigatore dei seguenti piloti.
Mondiale rally
- Henri Toivonen  (dal 1981 al 1983) su Talbot e Opel
- Juha Kankkunen (dal 1984 al 1985) su Toyota
- Björn Waldegård (dal 1986 al 1992) su Toyota
- Ari Vatanen (1998) su Ford
- Thomas Rådström (1999) su Ford

Rally raid
- Björn Waldegård (dal 1991 al 1992) su Citroën
- Timo Salonen (dal 1993 al 1995) su Citroën
- Philippe Wambergue (1996) su Citroën
- Kenjirō Shinozuka (2001) su Mitsubishi

## Palmarès

### Rally

#### Campionato del mondo
Vincitore di cinque prove del mondiale rally.
| Anno | Rally                      | Pilota          | Vettura               | Pos. |
| ---- | -------------------------- | --------------- | --------------------- | ---- |
| 1985 | Safari Rally               | Juha Kankkunen  | Toyota Celica TCT     | 1º   |
| 1985 | Rally della Costa d'Avorio | Juha Kankkunen  | Toyota Celica TCT     | 1º   |
| 1986 | Safari Rally               | Björn Waldegård | Toyota Celica TCT     | 1º   |
| 1986 | Rally della Costa d'Avorio | Björn Waldegård | Toyota Celica TCT     | 1º   |
| 1990 | Safari Rally               | Björn Waldegård | Toyota Celica GT-Four | 1º   |

### Rally raid

#### Rally Dakar
| Anno | Pilota             | Mezzo             | Pos. | Tappe |
| ---- | ------------------ | ----------------- | ---- | ----- |
| 1992 | Björn Waldegård    | Citroën ZX        | Rit. |       |
| 1991 | Björn Waldegård    | Citroën ZX        | 4º   | 1     |
| 1993 | Timo Salonen       | Citroën ZX        | Rit. |       |
| 1995 | Timo Salonen       | Citroën ZX        | 5º   | 1     |
| 1996 | Philippe Wambergue | Citroën ZX        | 2º   | 3     |
| 2001 | Kenjirō Shinozuka  | Mitsubishi Pajero | 30º  |       |

#### Altri risultati
1993
- al Rally dei Faraoni con Timo Salonen su Citroën ZX

1994
- al Baja España-Aragón con Timo Salonen su Citroën ZX

1997
- al Abu Dhabi Desert Challenge con Ari Vatanen su Citroën ZX
- in Coppa del mondo rally raid con Ari Vatanen su Citroën ZX

## Risultati nel mondiale rally

### WRC
| 1975 | Scuderia | Vettura            |  |  |  |  |  |  |  |  |  |    |  |  |  |  |  |  | Punti | Pos. |
| ---- | -------- | ------------------ |  |  |  |  |  |  |  |  |  | -- |  |  |  |  |  |  | ----- | ---- |
| 1975 | Škoda GB | Škoda 120 S Rallye |  |  |  |  |  |  |  |  |  | 15 |  |  |  |  |  |  | [ 3 ] |      |

| 1976 | Scuderia          | Vettura                    |  |     |  |  |  |  |  |  |  |    |  |  |  |  |  |  | Punti | Pos. |
| ---- | ----------------- | -------------------------- |  | --- |  |  |  |  |  |  |  | -- |  |  |  |  |  |  | ----- | ---- |
| 1976 | Dealer Team Škoda | Škoda 130 S e Škoda 130 RS |  | Rit |  |  |  |  |  |  |  | 16 |  |  |  |  |  |  | [ 3 ] |      |

| 1977 | Scuderia | Vettura     |  |  |  |  |  |  |  |  |  |     |   |  |  |  |  |  | Punti | Pos. |
| ---- | -------- | ----------- |  |  |  |  |  |  |  |  |  | --- | - |  |  |  |  |  | ----- | ---- |
| 1977 |          | Triumph TR7 |  |  |  |  |  |  |  |  |  | Rit | 8 |  |  |  |  |  | [ 4 ] |      |

| 1978 | Scuderia                               | Vettura        |  |  |  |  |  |  |  |  |  |     |   |  |  |  |  |  | Punti | Pos. |
| ---- | -------------------------------------- | -------------- |  |  |  |  |  |  |  |  |  | --- | - |  |  |  |  |  | ----- | ---- |
| 1978 | British Leyland Cars e British Airways | Triumph TR7 V8 |  |  |  |  |  |  |  |  |  | Rit | 4 |  |  |  |  |  | [ 4 ] |      |

| 1979 | Scuderia             | Vettura        |  |  |  |  |  |  |  |  |     |  |    |  |  |  |  |  | Punti | Pos. |
| ---- | -------------------- | -------------- |  |  |  |  |  |  |  |  | --- |  | -- |  |  |  |  |  | ----- | ---- |
| 1979 | British Leyland Cars | Triumph TR7 V8 |  |  |  |  |  |  |  |  | Rit |  | 17 |  |  |  |  |  | [ 5 ] |      |

| 1980 | Scuderia             | Vettura        |  |  |     |  |  |  |  |  |  |  |   |  |  |  |  |  | Punti | Pos. |
| ---- | -------------------- | -------------- |  |  | --- |  |  |  |  |  |  |  | - |  |  |  |  |  | ----- | ---- |
| 1980 | British Leyland Cars | Triumph TR7 V8 |  |  | Rit |  |  |  |  |  |  |  | 7 |  |  |  |  |  | 4     | 49º  |

| 1981 | Scuderia              | Vettura              |   |  |   |  |     |     |  |  |     |   |  |     |  |  |  |  | Punti | Pos. |
| ---- | --------------------- | -------------------- | - |  | - |  | --- | --- |  |  | --- | - |  | --- |  |  |  |  | ----- | ---- |
| 1981 | Talbot Sport e Talbot | Talbot Sunbeam Lotus | 5 |  | 2 |  | Rit | Rit |  |  | Rit | 2 |  | Rit |  |  |  |  | [ 6 ] |      |

| 1982 | Scuderia                 | Vettura         |  |  |     |  |  |   |  |  |     |   |  |   |  |  |  |  | Punti | Pos. |
| ---- | ------------------------ | --------------- |  |  | --- |  |  | - |  |  | --- | - |  | - |  |  |  |  | ----- | ---- |
| 1982 | Rothmans Opel Rally Team | Opel Ascona 400 |  |  | Rit |  |  | 3 |  |  | Rit | 5 |  | 3 |  |  |  |  | [ 6 ] |      |

| 1983 | Scuderia                 | Vettura                          |   |  |  |  |  |     |  |  |     |   |  |     |  |  |  |  | Punti | Pos. |
| ---- | ------------------------ | -------------------------------- | - |  |  |  |  | --- |  |  | --- | - |  | --- |  |  |  |  | ----- | ---- |
| 1983 | Rothmans Opel Rally Team | Opel Ascona 400 e Opel Manta 400 | 6 |  |  |  |  | Rit |  |  | Rit | 4 |  | Rit |  |  |  |  | [ 6 ] |      |

| 1984 | Scuderia                                                                                   | Vettura                                        |  |  |     |  |  |   |     |  |   |  |  |     |  |  |  |  | Punti       | Pos. |
| ---- | ------------------------------------------------------------------------------------------ | ---------------------------------------------- |  |  | --- |  |  | - | --- |  | - |  |  | --- |  |  |  |  | ----------- | ---- |
| 1984 | Toyota Team Europe, BF Goodrich Motorsport, Toyota New Zealand e Toyota Team Great Britain | Toyota Celica Twin-Cam Turbo e Audi Quattro A2 |  |  | Rit |  |  | 5 | Rit |  | 5 |  |  | Rit |  |  |  |  | [ 7 ] [ 8 ] |      |

| 1985 | Scuderia                                                                  | Vettura                      |  |  |  |   |  |  |     |  |     |  |   |   |  |  |  |  | Punti | Pos. |
| ---- | ------------------------------------------------------------------------- | ---------------------------- |  |  |  | - |  |  | --- |  | --- |  | - | - |  |  |  |  | ----- | ---- |
| 1985 | Westlands Motors, Toyota New Zealand, Toyota Team Europe e Premoto Toyota | Toyota Celica Twin-Cam Turbo |  |  |  | 1 |  |  | Rit |  | Rit |  | 1 | 5 |  |  |  |  | [ 7 ] |      |

| 1986 | Scuderia           | Vettura                      |  |  |  |   |  |  |  |  |  |   |  |  |   |  |  |  | Punti | Pos. |
| ---- | ------------------ | ---------------------------- |  |  |  | - |  |  |  |  |  | - |  |  | - |  |  |  | ----- | ---- |
| 1986 | Toyota Team Europe | Toyota Celica Twin-Cam Turbo |  |  |  | 1 |  |  |  |  |  | 1 |  |  | 5 |  |  |  | [ 9 ] |      |

| 1987 | Scuderia           | Vettura                                                    |  |  |  |     |  |  |   |  |  |  |     |  |    |  |  |  | Punti        | Pos. |
| ---- | ------------------ | ---------------------------------------------------------- |  |  |  | --- |  |  | - |  |  |  | --- |  | -- |  |  |  | ------------ | ---- |
| 1987 | Toyota Team Europe | Toyota Supra, Toyota Supra Turbo e Ford Sierra RS Cosworth |  |  |  | Rit |  |  | 6 |  |  |  | Rit |  | 15 |  |  |  | [ 9 ] [ 10 ] |      |

| 1988 | Scuderia                                       | Vettura                                         |  |  |  |   |  |     |  |  |  |  |  |  |   |  |  |  | Punti | Pos. |
| ---- | ---------------------------------------------- | ----------------------------------------------- |  |  |  | - |  | --- |  |  |  |  |  |  | - |  |  |  | ----- | ---- |
| 1988 | Toyota Team Europe e Toyota Team Great Britain | Toyota Supra Turbo e Toyota Celica GT-4 (ST165) |  |  |  | 7 |  | Rit |  |  |  |  |  |  | 3 |  |  |  | [ 9 ] |      |

| 1989 | Scuderia                               | Vettura                                         |  |     |     |   |  |  |  |  |  |  |  |  |  |  |  |  | Punti | Pos. |
| ---- | -------------------------------------- | ----------------------------------------------- |  | --- | --- | - |  |  |  |  |  |  |  |  |  |  |  |  | ----- | ---- |
| 1989 | Toyota Team Europe e Toyota Team Kenya | Toyota Celica GT-4 (ST165) e Toyota Supra Turbo |  | Rit | Rit | 4 |  |  |  |  |  |  |  |  |  |  |  |  | [ 9 ] |      |

| 1990 | Scuderia          | Vettura                    |  |  |   |  |  |  |  |  |  |  |  |  |  |  |  |  | Punti | Pos. |
| ---- | ----------------- | -------------------------- |  |  | - |  |  |  |  |  |  |  |  |  |  |  |  |  | ----- | ---- |
| 1990 | Toyota Team Kenya | Toyota Celica GT-4 (ST165) |  |  | 1 |  |  |  |  |  |  |  |  |  |  |  |  |  | [ 9 ] |      |

| 1991 | Scuderia     | Vettura                    |  |  |  |   |  |  |  |  |  |  |  |  |  |  |  |  | Punti | Pos. |
| ---- | ------------ | -------------------------- |  |  |  | - |  |  |  |  |  |  |  |  |  |  |  |  | ----- | ---- |
| 1991 | Toyota Kenya | Toyota Celica GT-4 (ST165) |  |  |  | 4 |  |  |  |  |  |  |  |  |  |  |  |  | [ 9 ] |      |

| 1992 | Scuderia       | Vettura                   |  |  |  |     |  |  |  |  |  |  |  |  |  |  |  |  | Punti | Pos. |
| ---- | -------------- | ------------------------- |  |  |  | --- |  |  |  |  |  |  |  |  |  |  |  |  | ----- | ---- |
| 1992 | Martini Racing | Lancia Delta HF Integrale |  |  |  | Rit |  |  |  |  |  |  |  |  |  |  |  |  | [ 9 ] |      |

| 1998 | Scuderia            | Vettura         |  |  |   |   |  |  |  |  |  |     |  |  |  |  |  |  | Punti | Pos. |
| ---- | ------------------- | --------------- |  |  | - | - |  |  |  |  |  | --- |  |  |  |  |  |  | ----- | ---- |
| 1998 | Ford Motor Co. Ltd. | Ford Escort WRC |  |  | 3 | 5 |  |  |  |  |  | Rit |  |  |  |  |  |  | 6     | 11º  |

| 1999 | Scuderia            | Vettura            |    |   |   |  |     |     |   |     |     |     |     |   |   |  |  |  | Punti | Pos. |
| ---- | ------------------- | ------------------ | -- | - | - |  | --- | --- | - | --- | --- | --- | --- | - | - |  |  |  | ----- | ---- |
| 1999 | Ford Motor Co. Ltd. | Ford Focus WRC '99 | SQ | 3 | 5 |  | Rit | Rit | 6 | Rit | Rit | Rit | Rit | 7 | 7 |  |  |  | 7     | 10º  |

| Legenda | 1º posto | 2º posto | 3º posto | A punti | Senza punti | Ritirato | Squalificato | NP=Non partito C=Gara cancellata | Apice=Power stage |

### Gruppo N
| 1987 | Scuderia | Vettura                 |  |  |  |  |  |  |  |  |  |  |  |  |   |  |  |  | Punti  | Pos. |
| ---- | -------- | ----------------------- |  |  |  |  |  |  |  |  |  |  |  |  | - |  |  |  | ------ | ---- |
| 1987 |          | Ford Sierra RS Cosworth |  |  |  |  |  |  |  |  |  |  |  |  | 1 |  |  |  | [ 10 ] |      |

| Legenda | 1º posto | 2º posto | 3º posto | A punti | Senza punti | Ritirato | Squalificato | NP=Non partito C=Gara cancellata | Apice=Power stage |